# ستيلا جونغمانز
ستيلا جونغمانز (بالهولندية: Stella Jongmans)‏ هي منافسة ألعاب القوى هولندية، ولدت في 17 مايو 1971.

## وصلات خارجية
- ستيلا جونغمانز على موقع الاتحاد الدولي لألعاب القوى (الإنجليزية)
- ستيلا جونغمانز على موقع أوليمبيديا (الإنجليزية)